# Winnipegmeer
Het Winnipegmeer (Engels: Lake Winnipeg) is een groot meer in de provincie Manitoba in Canada. Het meer, dat op 55 kilometer ten noorden van de stad Winnipeg ligt, beslaat een oppervlakte van ongeveer 24.500 km².
Het Winnipegmeer bestaat uit twee bekkens (bassins), het 100 km wijde North Basin (Noordbekken) en het veel kleinere South Basin (Zuidbekken) die verbonden worden door The Narrows, een 2500 meter breed kanaal. Ondanks de grootte van het meer is het vrij ondiep met een gemiddelde diepte van zo'n twaalf meter en een diepste punt van 36 meter. Het meer is een overblijfsel van het Agassizmeer dat in de prehistorie grote delen van Noord-Amerika bedekte.
Drie rivieren voeden het Winnipegmeer: de Red-, de Saskatchewan- en de Winnipegrivier, terwijl de Nelsonrivier vanuit het meer naar de Hudsonbaai stroomt.